# Chikkoppa, Gadag
Chikkoppa là một làng thuộc tehsil Gadag, huyện Gadag, bang Karnataka, Ấn Độ.